# Klášter svatého Barnabáše
Klášter svatého Barnabáše (Hagios Barnabas) je bývalý klášterní komplex 2 km na západ od zřícenin města Salamis na severním Kypru, nyní fungující jako muzeum.
Původní kostel vznikl koncem pátého století, snad v roce 477, když císař Zenon přispěl na stavbu baziliky poblíž místa, kde arcibiskup Anthemios objevil tělo svatého Barnabáše. Kostel měl dřevěnou střechu a zahrnoval zázemí pro poutníky, kteří se zde zastavovali cestou do Jeruzaléma. Laudatio Barnabae ze šestého století popisuje nový Barnabášův hrob zdobený stříbrem a mramorem. Také dosvědčuje existenci klášterní komunity žijící u svatyně. Relikvie byly nakonec přesunuty do baziliky svatého Epifania v Salamidě.
Za vlády Justiniána I. (527–565) arcibiskup Filoxenos přistavěl dvě budovy a zanechal o tom krátký nápis. Na konci sedmého století byla bazilika zničena během arabských nájezdů.
Dnes je to, co zbylo z původní baziliky, začleněno do východního konce novější klenuté baziliky s centrální kopulí postavené kolem roku 900. Kostel má tři lodě a dvě ploché kopule na vysokých tamburech. Na několik staletí po opuštění Salamidy na konci osmého století tu možná bylo sídlo arcibiskupů.
Přestože druhá stavba zůstala stát po celá staletí a nadále fungovala jako poutní kostel, kontinuitu klášterní komunity prokázat nelze, i když je možná. Wilbrand z Oldenburgu navštívil kostel ve 13. století a poznamenal, že město kolem něj bylo „zničeno“. V roce 1735 navštívil místo Vasil Grigorovič-Barskij a zanechal náčrt ambitů, nádvoří a hospodářských budov. Současná podoba budov je výsledkem přestavby, kterou v roce 1756 provedl arcibiskup Filotheos. V letech 1971 až 1974 měl klášter tři mnichy, kteří se živili prodejem medu a malováním ikon. Po turecké invazi na Kypr byl klášter opuštěn.
Kostel dnes funguje jako muzeum ikon. V ambitech je archeologické muzeum s nejstaršími předměty až z neolitu.